# Apalis melanocephala
El apalis cabecinegro (Apalis melanocephala) es una especie de ave paseriforme de la familia Cisticolidae propia de África oriental. 

## Taxonomía
El apalis cabecinegro fue descrito científicamente en 1884 por los ornitólogos alemanes Fischer y Reichenow, con el nombre binomial de Burnesia melanocephala. Posteriormente fue trasladado al género Apalis.
Se reconocen nueve subespecies:
- A. m. nigrodorsalis Granvik, 1923 - localizada en el centro de Kenia;
- A. m. moschi van Someren, 1931 - se encuentra en el sureste de Kenia y el este de Tanzania;
- A. m. muhuluensis Grant, CHB y Mackworth-Praed, 1947 - ocupa el sureste de Tanzania;
- A. m. melanocephala (Fischer, GA y Reichenow, 1884) - se extiende desde la costa del sur de Somalia al noreste de Tanzania;
- A. m. lightoni Roberts, 1938 - se encuentra en el este de Zimbabue y el centro de Mozambique;
- A. m. fuliginosa Vincent, 1933 - se ubica en el sur de Malaui;
- A. m. tenebricosa Vincent, 1933 - se encuentra en el norte de Mozambique;
- A. m. adjacens Clancey, 1969 - ocupa los montes del este de Malaui;
- A. m. addenda Clancey, 1968 - se localiza en el sur de Mozambique.

## Distribuión y hábitat
Se puede encontrar en Kenia, Malaui, Mozambique, Somalia, Tanzania y Zimbabue. Sus hábitats naturales son los bosques húmedos tropicales y las sabanas.